# パガシティコス湾

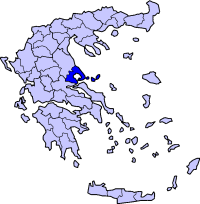
ギリシャにおけるマグニシア県の位置

パガシティコス湾（ギリシア語: Παγασητικός κόλπος, Pagasitikós kólpos）は、ギリシャ中部のマグニシア県にある円形の湾。北東にペリオン山半島がある。エウボイア海と、幅およそ4キロメートルの狭い海峡で接続している。
主要な港湾都市はヴォロスである。

## 主な町
時計回りに、
- アマリアポリス（西、港あり）
- アロス（西、港なし）
- アルミロス（西、港なし）
- ネア・アンヒアロス（北西、ビーチと港あり）
- パガサエ（北西、港なし）
- デメトリアス（北西、港なし）
- イオルコス（北西、港なし）
- ヴォロス（北、主要港）
- アグリア（北東、ビーチと港あり）
- ネオホリ（東、港なし）
- アルガラスティ（東、複数のビーチ（レフォカストロ、カラモス、ホルト）あり、港なし）
- ミリナ（南東、複数のビーチあり、港なし）
- トリケリ（南、複数のビーチあり、アギア・キリアキに港あり）

パガシティコス湾という名前は、古代都市のパガサエに由来する。